# كيث رايت (سياسي)
كيث رايت (بالإنجليزية: Keith Wright)‏ هو داعية وسياسي أسترالي، ولد في 9 يناير 1942 في توومبا في أستراليا، وتوفي في 13 يناير 2015 في فيتنام. حزبياً، نشط في حزب العمال الأسترالي.

## مناصب
- انتخب Leader of the Opposition (Queensland) [الإنجليزية]‏.
- في 1972 Queensland state election [الإنجليزية]‏، انتخب عضو المجلس التشريعي ولاية كوينزلاند عن دائرة Electoral district of Rockhampton [الإنجليزية]‏ (27 مايو 1972 – 5 نوفمبر 1984).
- انتخب عضو مجلس النواب الأسترالي عن دائرة Division of Capricornia [الإنجليزية]‏ (1 ديسمبر 1984 – 13 مارس 1993).
- انتخب عضو المجلس التشريعي ولاية كوينزلاند عن دائرة Electoral district of Rockhampton South [الإنجليزية]‏ (17 مايو 1969 – 27 مايو 1972).